# Limnichthys fasciatus
Limnichthys fasciatus es una especie de pez actinopeterigio marino, de la familia de los creedíidos.

## Biología
Con el cuerpo alargado completamente cubierto de escamas, de una longitud máxima descrita de 5 cm.
Es una especie críptica que habita en los fondos arenosos o de grava, en los que excava con su hocico puntuiagudo y se entierra con los ojos dirigidos hacia arriba para avistar presas. Los ojos se mueven independientemente y poseen una córnea refractiva, una fóvea convexa y una lente no esférica.

## Distribución y hábitat
Se distribuye por el oeste del océano Pacífico, desde Japón hasta Australia y las islas Kermadec, recientemente descrito también en el archipiélago de Tonga. Son peces marinos de aguas tropicales, asociado a arrecifes. Se encuentra en las zonas de mareas de poca profundidad hasta al menos 150 m.